# Gunnar Ólafsson
Gunnar Ólafsson (Reykjavík, 9 giugno 1993) è un cestista islandese.